# Five Miles Out
Five Miles Out — седьмой студийный альбом Майка Олдфилда, выпущенный в 1982 году. В этом альбоме продолжилась тенденция к отходу в сторону поп-музыки. Однако продажи альбома были более успешными, чем предыдущих. Five Miles Out достиг 7-го места в UK Albums Chart.

## Об альбоме
Five Miles Out имеет характерную структуру для альбомов Майка Олдфилда 1979-1983 гг. На первой стороне длинная инструментальная композиция, на второй - песни и небольшие инструментальные композиции.

## Список композиций

### Первая сторона
1. Taurus II 24:49

### Вторая сторона
1. Family Man 3:45
2. Orabidoo 13:03
3. Mount Teidi 4:10
4. Five Miles Out 4:17